# Alliance française de Gdańsk
 (août 2025).
L'Alliance française de Gdańsk/Trójmiasto, après avoir existé durant l'entre-deux-guerres, a été recréée en 1976 au sein de l'Université de Gdańsk en tant que service commun (Jednostka międzywydziałowa) en liaison avec le Comité polonais de coopération avec l'Alliance française (Polski Komitet Współpracy z Alliance Française) fonctionnant auprès de l'Université de Varsovie.
Sa gestion a été transférée en 2010 par l'Université de Gdańsk à l'association sans but lucratif indépendante ("Gdańskie Stowarzyszenie Alliance Française", KRS 0000229953, NIP 525-235-28-99, REGON	140088489).

## Activités
L'Alliance française de Gdańsk propose au public polonais ou étranger des cours de langue française pour adultes et enfants à tous les niveaux, de l'initiation aux niveaux avancés, ainsi que des cours spécifiques tels que français de l'hôtellerie, français des affaires.
Elle permet de préparer et de passer les tests et examens officiels français de français langue étrangère : TCF, DELF, DALF, ainsi que les diplômes de français professionnel (DFP) de la Chambre de commerce et d'industrie de Paris (CCIP).
Elle offre une médiathèque proposant des périodiques et d'ouvrages écrits et numériques (CD, DVD).
Elle organise des événements culturels et notamment les Journées de la Francophonie à Gdańsk.
La consule honoraire de France à Gdańsk appuie le fonctionnement de l'Alliance française.

## Coordonnées
Gdańskie Stowarzyszenie Alliance Française, 2e étage, ul. Sienkiewicza 5A/6, 80-227 Gdańsk - Pologne

tel./fax +48 58 710 70 07

## Administration

### Dirigeants
- Jerzy Gajzler (d)[6]